# Cobra Killer
Cobra Killer ist ein Electropunk/Garage-Duo aus Berlin. Mitglieder sind Gina V. D’Orio und Annika Line Trost.

## Geschichte
Cobra Killer begannen ihre Karriere als Teil der Digital-Hardcore-Bewegung von Alec Empire. Die Musikerinnen waren Mitglieder anderer Bands auf Empires Label Digital Hardcore Recordings. D’Orio spielte bei EC8OR und Trost bei Shizuo. Gegründet wurde Cobra Killer im Januar 1998. Das Duo absolvierte zahlreiche Auftritte und Tournee, u. a. gemeinsam mit Peaches und Sonic Youth. 
Ex-Malaria!-Frontfrau Gudrun Gut zählte schon früh zu den Fans der umtriebigen Frauen und nahm sie deswegen 2002 bei ihrem Label Monika Enterprises unter Vertrag.
Als besonders gilt dabei auch ihre Bühnenshow: Die Künstlerinnen beschütten sich auf der Bühne mit einer Flasche Rotwein, während sie zu 1960er-Jahre-Samples mit Sirenengesängen zu ihrem Publikum spielen.
Im Jahr 2015 steuerten Cobra Killer die Musik für die Inszenierung "Die Nibelungen" am Staatsschauspiel Dresden bei und spielten jeweils abwechselnd die Seherin Frigga.

## Diskografie
- 1998: Cobra Killer (Debütalbum, Digital Hardcore)[4]
- 1999: Right into a Kick for More (7", Digital Hardcore)
- 2002: The Third Armpit (LP, Valve – Australia/NZ)
- 2002: Heavy Rotation (10", Monika29)
- 2004: Special Guest bei Monika’s Himmelfahrt (DVD, Monikavision02)
- 2004: 76/77 (CD/LP, Monika38)
- 2005: Cobra Killer vs. The Holon Heavy Rotation - The Grossraumdiskomixes (12", Holon Records 004)
- 2005: Das Mandolinenorchester (CD/LP, Monika44)
- 2009: Uppers & Downers (Monika66)
- 2009: The Universe Is in the Oven (Kompilationbeitrag auf listen to berlin, Berlin Music Commission)